# Тридекастаннид эйкозапалладия
Тридекастаннид эйкозапалладия — бинарное интерметаллическое неорганическое соединение
палладия и олова
с формулой Pd20Sn13,
кристаллы.

## Получение
- Сплавление стехиометрических количеств чистых веществ:

{\displaystyle {\mathsf {20Pd+13Sn\ {\xrightarrow {900^{o}C}}\ Pd_{20}Sn_{13}}}}

## Физические свойства
Тридекастаннид эйкозапалладия образует кристаллы
тригональной сингонии,
пространственная группа P 3121,
параметры ячейки a = 0,87985 нм, c = 1,69837 нм, Z = 2,
структура типа гексагерманийтригаллийдодеканикеля Ni12Ga3Ge6
.
Соединение разлагается при температуре 900°C .